# Bergland
Bergland é um município da Áustria localizado no distrito de Melk, no estado de Baixa Áustria.